# Croix de Manses
La croix de Manses est une croix monumentale située sur la commune de Manses, dans le département de l'Ariège, en France.

## Situation
L'édifice se trouve contre le mur de l'église Saint-Jean-Baptiste au centre du village.

## Description

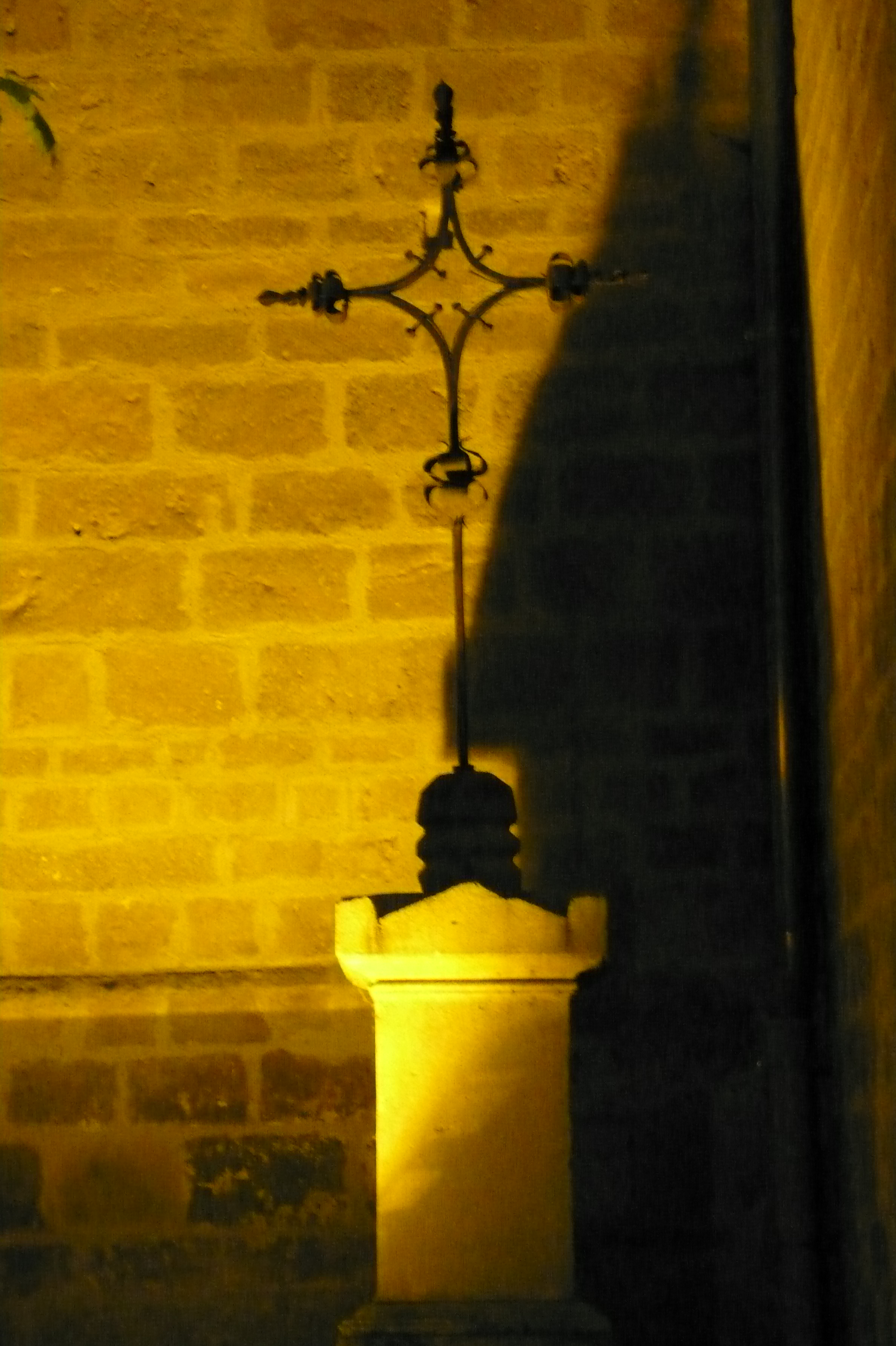
La croix de Manses.

La croix en fer forgé se compose de trois branches terminées chacune par une fleur de lys.
La croix forgée et scellée sur un socle bâti proche du mur de l'église Saint-Jean-Baptiste est classée au titre des monuments historiques par arrêté du 6 février 1980.

## Histoire
Le monument date du XVIe siècle.